# サールィチ岬の海戦
サールィチ岬の海戦（サールィチみさきのかいせん；ロシア語: Бой у мы́са Са́рыч ボーイ・ウムィーサ・サールィチュ）は、第一次世界大戦初期にクリミア半島南端のサールィチ岬沖においてロシア帝国艦隊とドイツ帝国・オスマン帝国艦隊の間に行われた海戦である。事実上、戦闘はロシアの前弩級戦艦エフスターフィイとドイツ・オスマン帝国の巡洋戦艦ヤウズ・スルタン・セリム（ドイツ名ゲーベン）との一騎討ちとなった。ゲーベンが多数の命中弾を受けて戦場から逃走したことで戦闘は終結した。前弩級艦が弩級艦に正面から戦いを挑み、勝利を収めた珍しい例である。

## 背景

### 有力ドイツ艦の黒海進出

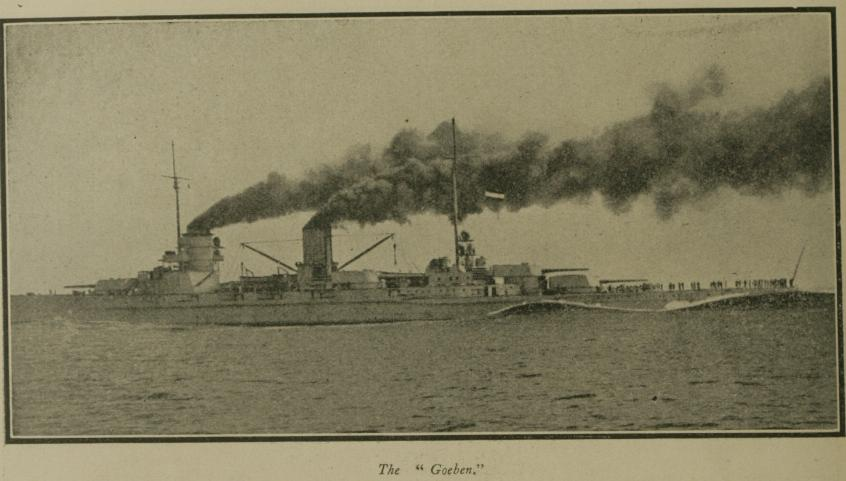
巡洋戦艦ゲーベン

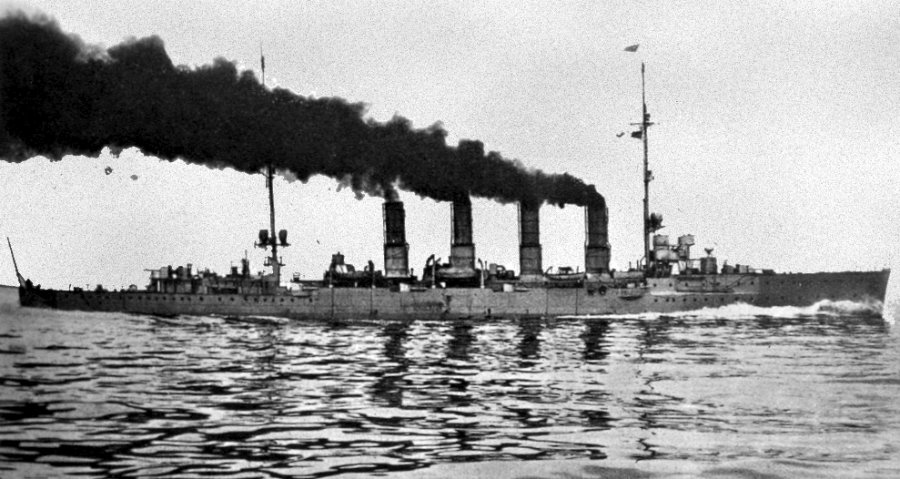
小型巡洋艦ブレスラウ

1914年8月16日、ドイツ帝国は同盟国であるオスマン帝国に対し、地中海や黒海における優勢を築くため2 隻の有力艦を引き渡した。これが、オスマン帝国海軍にとって最新艦となる巡洋戦艦ヤウズ・スルタン・セリム（ドイツ名ゲーベン）とマクデブルク級小型巡洋艦ミディッリ（ドイツ名ブレスラウ）である。両艦はオスマン帝国海軍への編入後も、ドイツ人の乗員によって指揮されていた。戦闘に参加した2 隻のオスマン帝国艦は事実上ドイツの指揮下に入っていたため、ロシアではこれらをドイツ帝国海軍の所属艦と看做して元の艦名で呼ぶことが多い。
ゲーベンの速力と武装はロシアの旧式戦艦に対して絶対的に優位で、そのためロシア黒海艦隊の艦艇は単独行動ができず、個別撃破を防ぐために艦隊を組む必要を生じさせていた。ロシア黒海艦隊の司令部は、ゲーベンの速力を29 knと見積もっていた。実際には、ボイラーの消耗と基礎工業力の低いトルコでの修理能力の制限のため、ゲーベンはせいぜい24 knしか出せないでいた。とはいえ、これすらもロシアの保有する最も新しい戦艦や巡洋艦の速力を上回っていた。

### ロシア海軍の対策

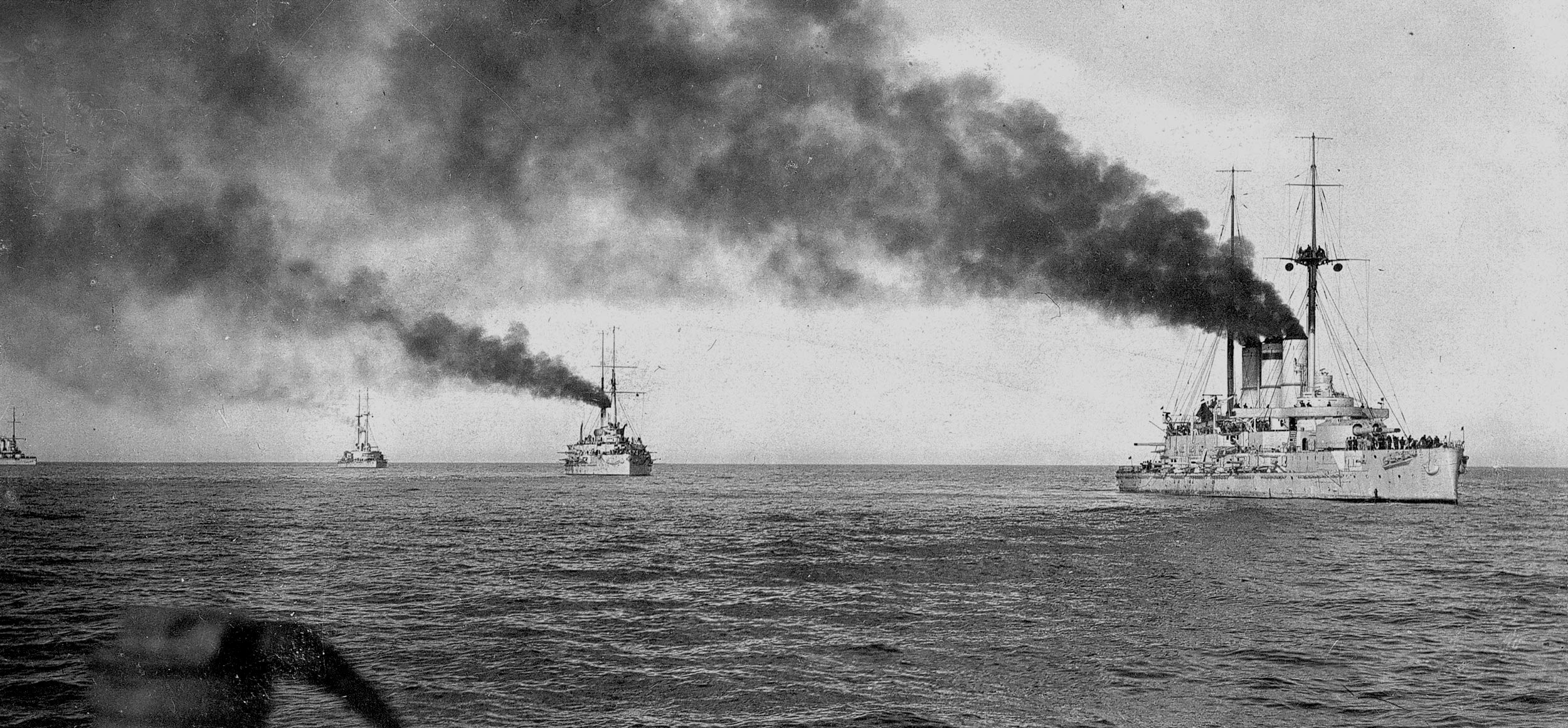
イオアン・ズラトウーストを先頭に黒海を進むロシア艦隊

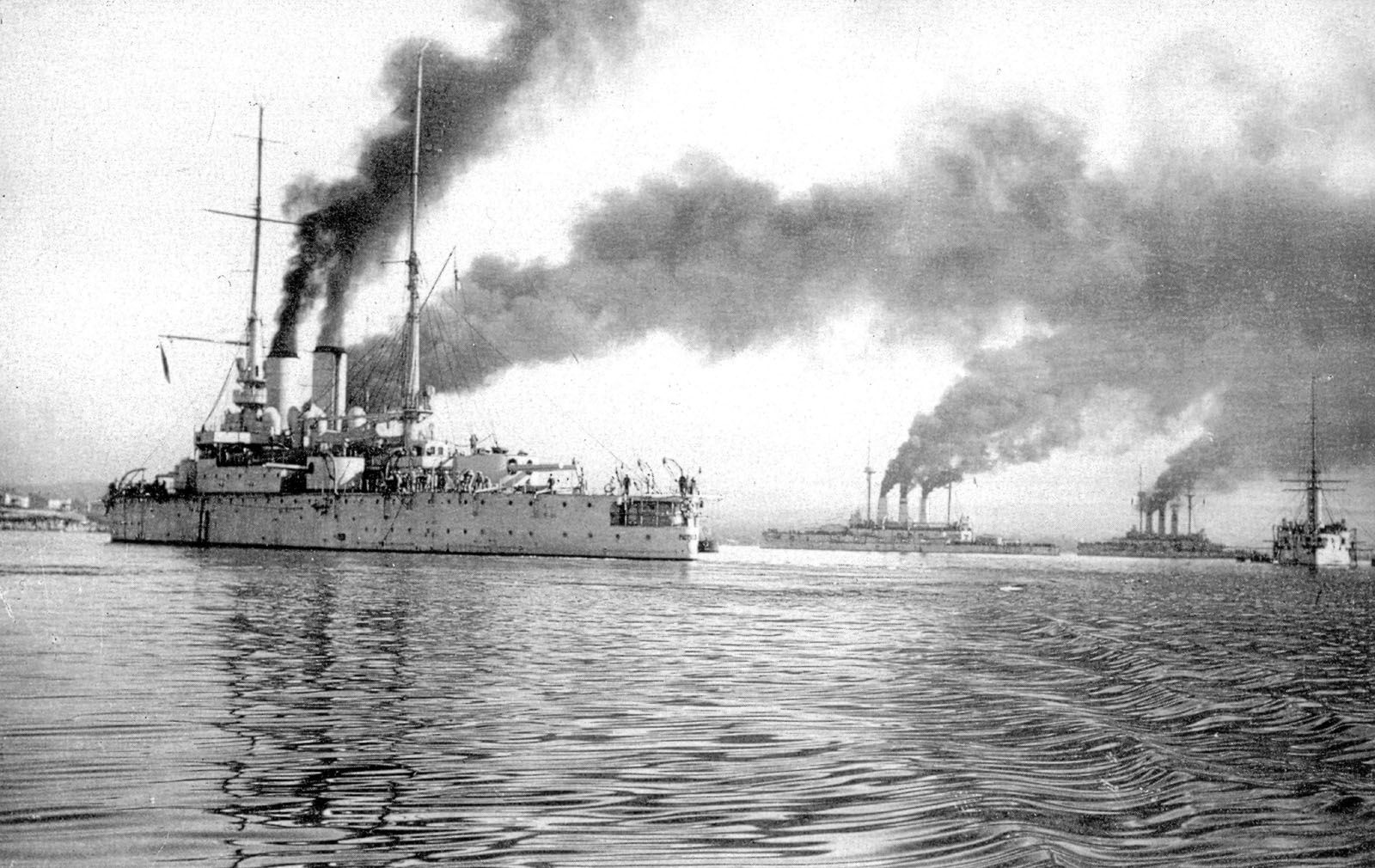
開戦前の黒海艦隊戦艦部隊
手前は戦艦ロスチスラーフ

ドイツからオスマン帝国海軍に編入された2 隻の新型艦の存在は、黒海を抱えるロシアにとって大きな脅威となった。そのため、ロシアでは黒海艦隊への新しい弩級戦艦の配備を急ぐとともに、旧式化していた前弩級戦艦（元の艦隊装甲艦）の近代化工事を実施した。これにより、準弩級戦艦エフスターフィイ級はじめ黒海艦隊の主力艦は曲がりなりにも近代的な武装を備えるに至った。
そして、来るべきオスマン艦隊との衝突に備えて黒海艦隊は黒海上での演習に従事した。黒海艦隊では第一次世界大戦に先立ち各艦が協同して一目標に対して集中砲火を浴びせる戦術を習得していた。これにより、黒海艦隊はゲーベンとの直接対決においてその反撃を最小限に留めつつこれを撃破あるいは撃沈すら可能であると自負していた。
ただし、ボスポラス海峡は遠く、黒海艦隊の戦力も限られていた。作戦行動に参加する艦艇は、艦の調整と乗員の休息のため周期的に交代せざるを得なかった。そして、そのためロシアは海峡の恒久的な封鎖を実施することが不可能であった。

## 海戦発生の経緯
11月2日（グレゴリオ暦15日）、ロシア黒海艦隊のほぼすべての艦艇がアナトリア半島沿岸の海上交通路上における軍事作戦のため出撃した。ロシア戦艦はトラブゾンを砲撃し、Z/Zh級駆逐艦に護衛された機雷敷設艦コンスタンチーン大公とクセーニヤ大公妃は、トラブゾンに123 個、プラタンに77 個、ウニスに100 個、サムスンに100 個の機雷を敷設した。
これらの情報を得たオスマン帝国艦隊司令官のヴィルヘルム・スション海軍少将は、敵艦隊をセヴァストーポリへ向かう帰路において迎撃し、好条件下で個別に撃破しようと計画した。11月4日（17日）昼、スション少将とドイツ側指揮官となるR・アッカーマン大佐の坐乗したゲーベンは、ケットナー上級中佐指揮の小型巡洋艦ブレスラウを率いてボスポラス海峡を出で、クリミア半島を目指した。
11月4日、黒海艦隊司令官のアンドレイ・エベルガールト提督は艦隊を率いてセヴァストーポリへ向かう帰路にあったが、無線通信によってゲーベンが出撃したという海軍総司令部からの通達を知った。速力不足のため、司令官は艦隊で敵艦を捜索することができなかった。エベルガールトは、警戒を高めつつ航海を続けるよう命じた。それは、図らずもまさにドイツ艦に向かう航路を辿っていた。

## 戦闘経過

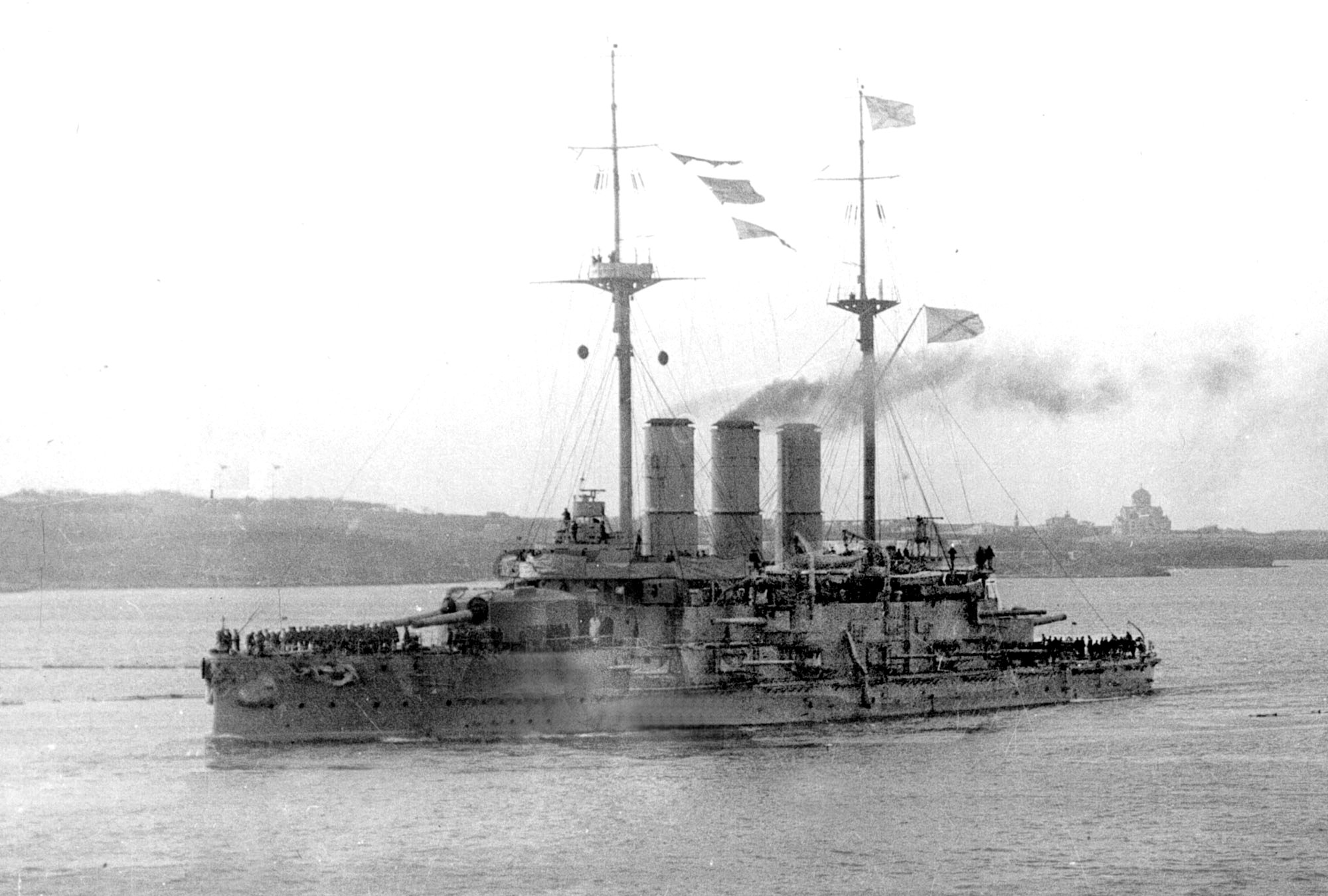
戦艦エフスターフィイ

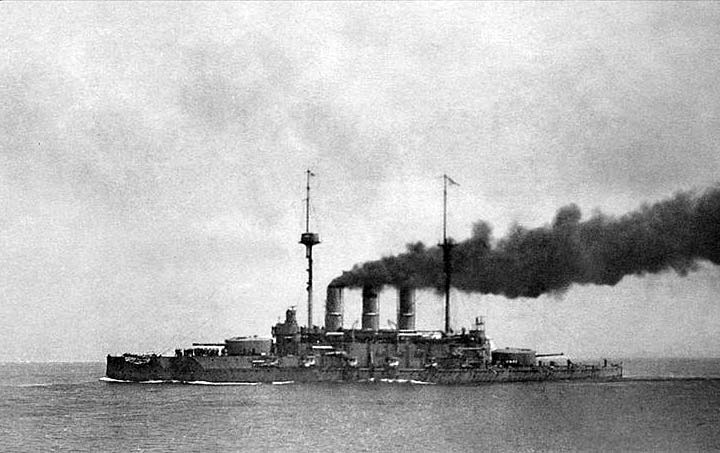
戦艦イオアン・ズラトウースト

衝突は、11月5日（11月18日）にヤルタの南西、ヘルソネス半島から45 浬のサールィチ岬沖の海域で発生した。午前11時40分、この海域には艦隊主力から3.5 浬先行していた通報艦（水上機母艦）アルマース（ザーリン大佐）が大きな噴煙を発見した。アルマースは、発見を探照燈で嚮導艦に知らせた。同時に、敵艦は無線通信によって自らの姿を曝け出した。霧の向こうに、ゲーベンとブレスラウがいた。
アルマースのあとに縦列で続く艦隊主力は、旗艦のエフスターフィイ（V・I・ガラニーン大佐）、イオアン・ズラトウースト（F・A・ヴィーンテル大佐）、パンテレイモン（M・I・カシコーフ大佐）、トリー・スヴャチーチェリャ（V・K・ルキーン大佐）、ロスチスラーフ（K・A・ポレーンプスキイ大佐）の5 隻の戦艦と第1・2・3水雷艦隊所属の12 隻の駆逐艦から成っていた。ロシアの主力艦隊は敵艦との距離を縮め、一方駆逐艦隊は密集隊形を取った。エベルガールトは、艦の速力を14 knに増速するよう命じた。30分後、アルマースは「艦首方向に敵艦を見ゆ」との情報を齎した。司令官の命によりアルマースは友軍艦隊へ向かって敵艦からの離脱を開始し、一方、遠方側面、艦隊とアルマースの間を航行中のロシア巡洋艦パーミャチ・メルクーリヤ（M・M・オストログラーツキイ大佐）とカグール（ポグリャーエフ大佐）もまもなく向きを変えた。この転向はまさに時宜に適ったものであった。速度においてロシアの巡洋艦はゲーベンに著しく劣っており、もしこのとき巡洋艦が戦線を離脱していなければ、恐らくどれか1 隻はゲーベンによって撃破されていたであろう。
辺りには一面濃い霧が立ち込めていたため、主として戦闘はゲーベンとそれを最もよく視認できたエフスターフィイの一騎討ちとなった。戦隊の射撃管制はイオアン・ズラトウーストに乗艦するV・M・スミルノーフ砲手長により指揮されることになっていたが、匍匐性の霧とエフスターフィイの火砲の吐き出す噴煙とで視界は遮られ、敵艦との距離を正確に算出することができなかった。これが原因となって、無線は「照準60」という誤った距離を提示した。これは、正しい距離より1.5倍程長すぎるものであった。そのため、戦艦戦隊の砲弾は、旗艦エフスターフィイの射撃弾を除き、すべて敵艦の遙か彼方に飛び去った。
撃ち合いは14分間続いた。その間、ロシア艦は40 - 34 鏈の距離から30 発の主砲弾を発射した。その内訳は、エフスターフィイが12 発、イオアン・ズラトウーストが6 発、トリー・スヴャチーチェリャが12 発である。パンテレイモンは煙霧のため敵艦を視認できず、発砲しなかった。艦隊から立ち遅れたロスチスラーフも、ゲーベンへの砲撃を断念した。その代わり、ロスチスラーフはブレスラウに254 mm砲弾2 発、152 mm砲弾6 発の射撃を行った。ブレスラウはすぐさまゲーベンの射撃圏内へ移動し、ロスチスラーフの砲弾から逃れた。

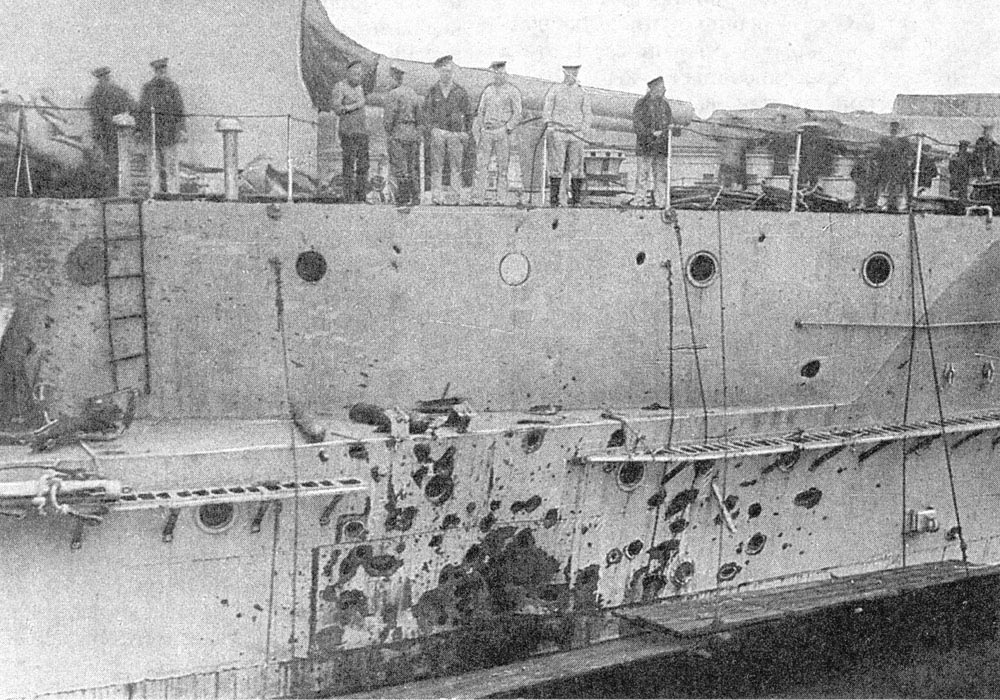
エフスターフィイの損傷

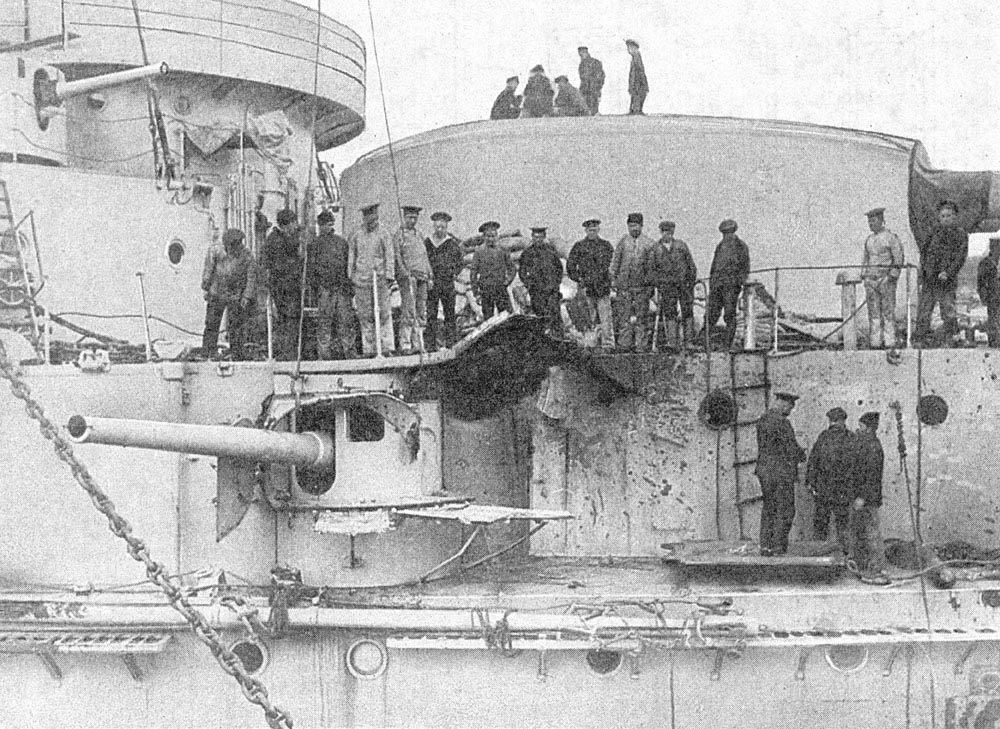
エフスターフィイの損傷

エフスターフィイの最初の斉射ののち、水雷戦隊指揮官のM・P・サーブリン大佐は、駆逐艦隊を率いてゲーベンへ水雷攻撃を実施しようとした。しかし、10分後には艦隊司令官より水雷攻撃の中止が言い渡された。
エフスターフィイの連装砲による最初の斉射は、うまくゲーベンを捕らえた。砲弾は150 mm砲第3装甲砲座へ命中し、その装甲を打ち破った。砲弾は爆発し、砲手12 名が戦死した。また、幾人かはガス中毒を引き起こし、のちに死亡した。エフスターフィイ最後の砲火もまた劣らず正確であった。ゲーベンは、最終的に3 発の305 mm砲弾と11 発の203 mm砲弾あるいは152 mm砲弾を受けた。一方、エフスターフィイは4 発の命中弾を受けた。14分後、ゲーベンは優速を生かして戦場を離脱した。

## 結果
この戦闘の結果、ゲーベンは2週間にわたり修理のため部隊配備から外されざるを得なくなった。ゲーベンでは士官12 名、水兵103 名の合わせて115 名が戦死し、士官5 名、水兵53 名の合わせて58 名が負傷した。犠牲者の大半は、乗艦人数が多すぎたのが原因であった。定員編成は1053 名であったが、戦闘時、実際には1200 名以上のドイツ人とトルコ人が乗艦していた。
一方、エフスターフィイは58 名の乗組員を失った。その内33 名は死亡し、25 名は負傷であった。

## 参加艦艇

### ドイツ帝国・オスマン帝国
巡洋戦艦
- ゲーベン / ヤウズ・スルタン・セリム

小型巡洋艦
- ブレスラウ / ミディッリ

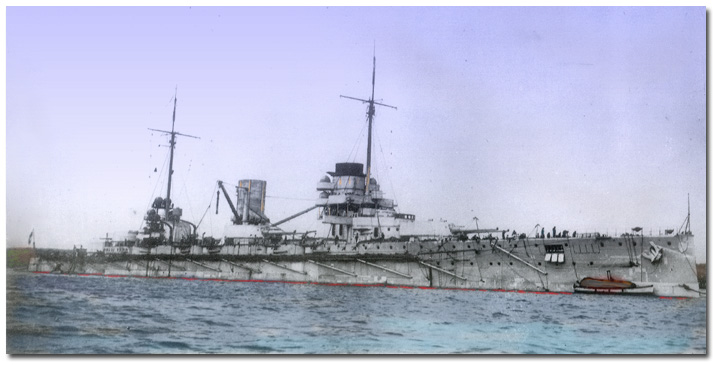
巡洋戦艦ゲーベン
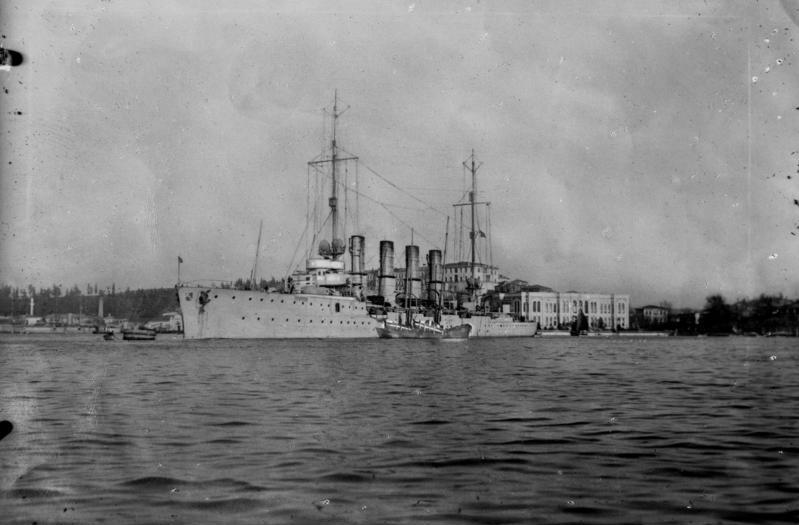
小型巡洋艦ミディッリ

### ロシア帝国
戦列艦（戦艦）
- エフスターフィイ
- イオアン・ズラトウースト
- パンテレイモン
- トリー・スヴャチーチェリャ
- ロスチスラーフ

一等防護巡洋艦
- パーミャチ・メルクーリヤ
- カグール

通報艦（水上機巡洋艦）
- アルマース

艦隊水雷艇（駆逐艦）
- グネーヴヌイ
- デールスキイ
- ベスポコーイヌイ
- プロンジーテリヌイ
- レイテナーント・シェスタコーフ
- カピターン・サーケン
- レイテナーント・ザツァリョーンヌイ
- カピターン＝レイテナーント・バラーノフ
- ほか4 隻

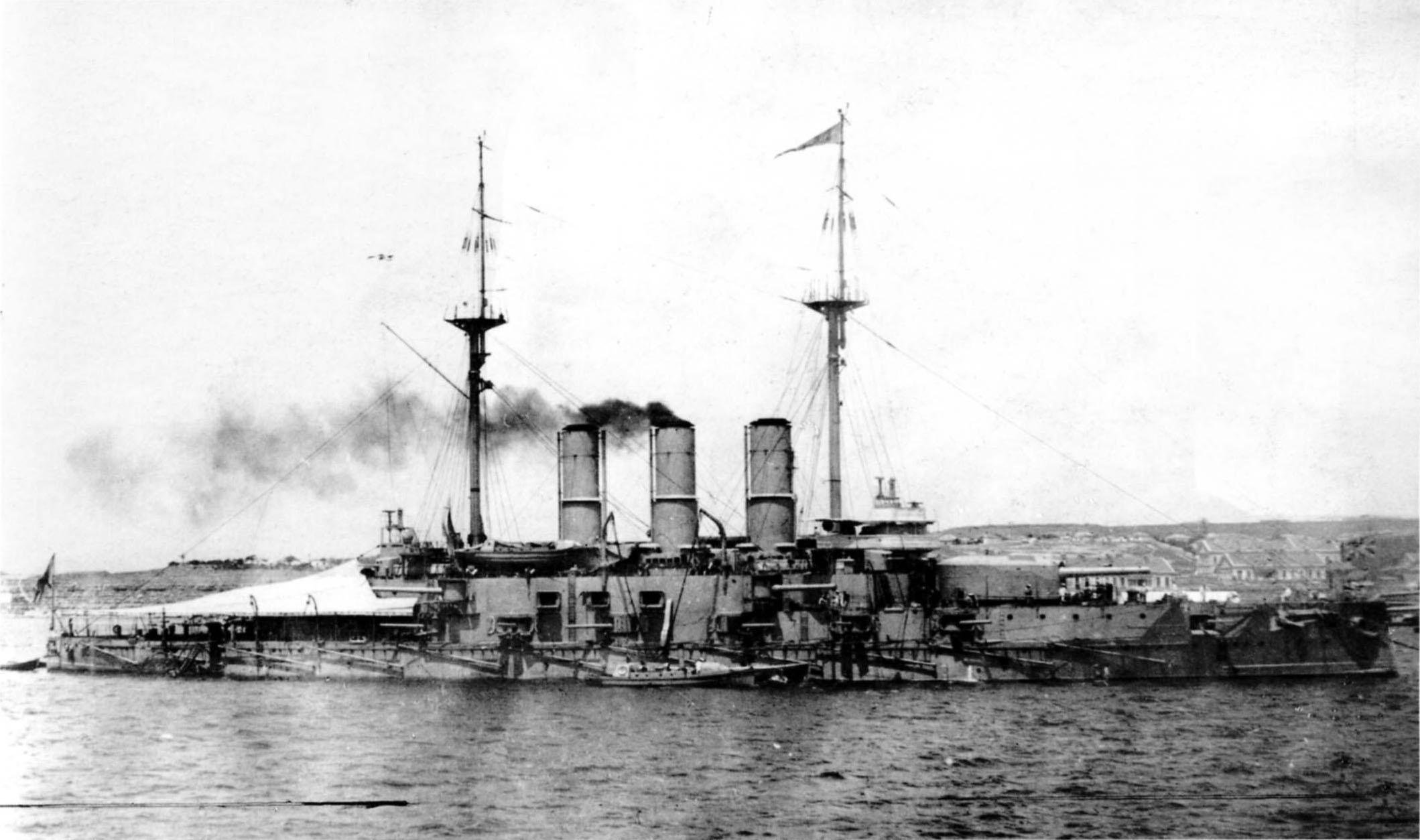
戦艦エフスターフィイ
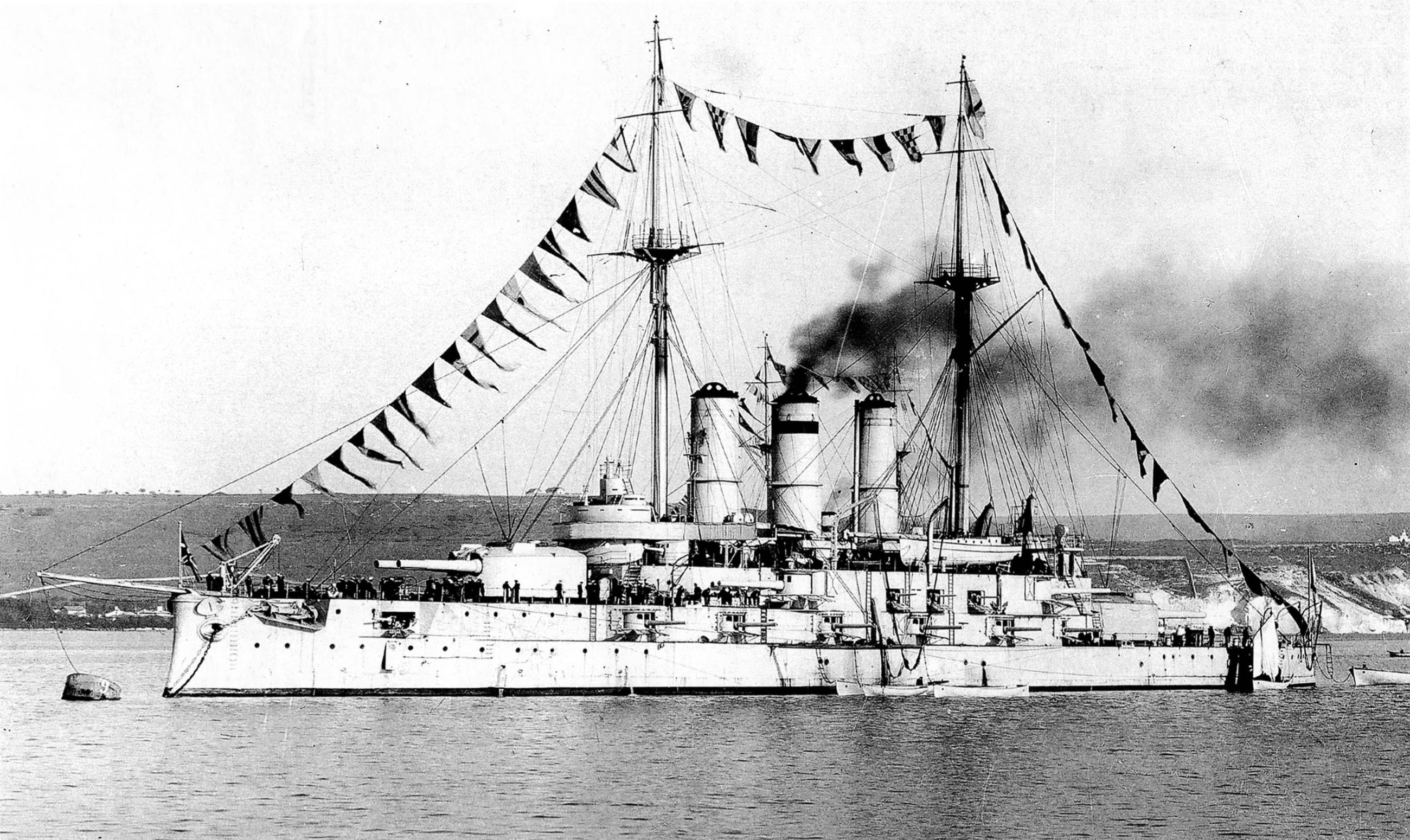
戦艦イオアン・ズラトウースト
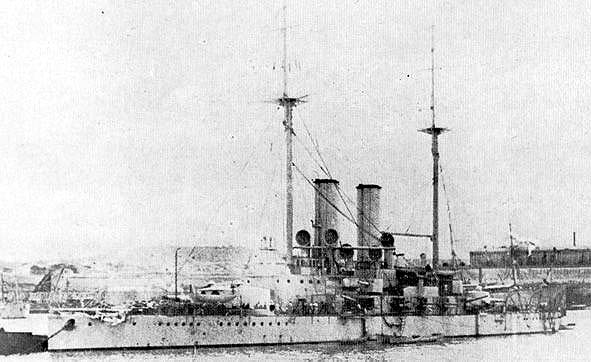
戦艦トリー・スヴャチーチェリャ
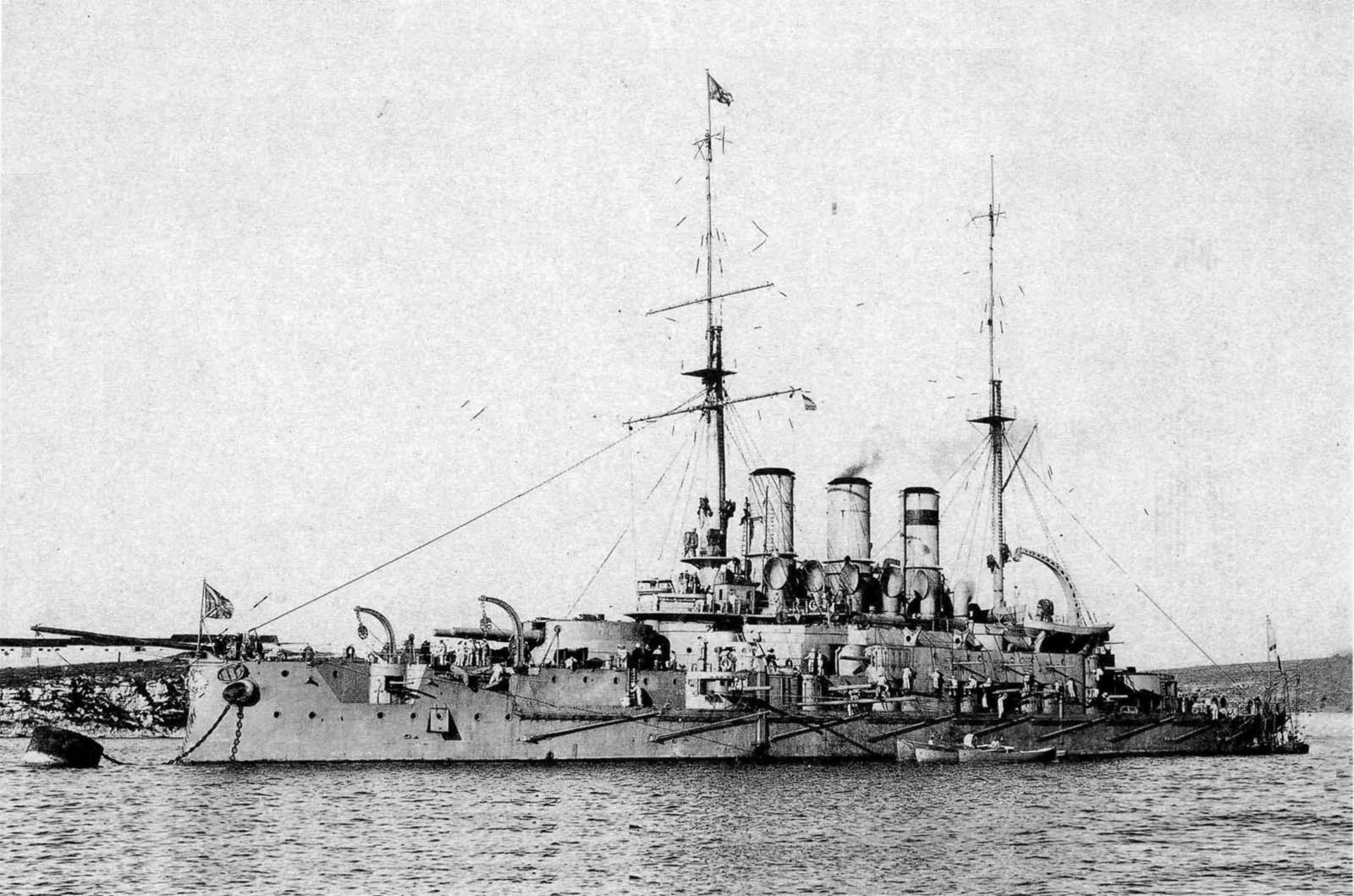
戦艦パンテレイモン
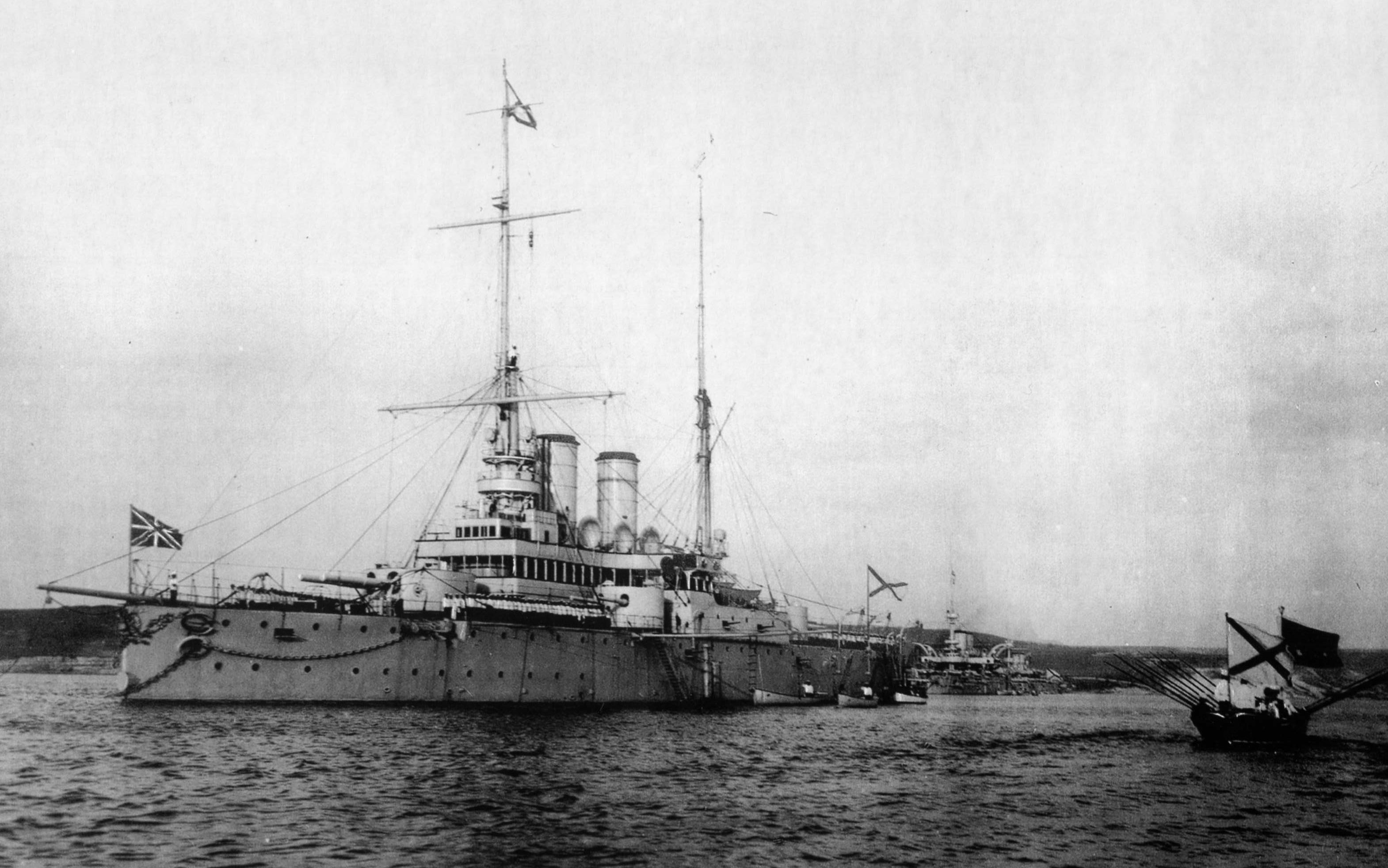
戦艦ロスチスラーフ
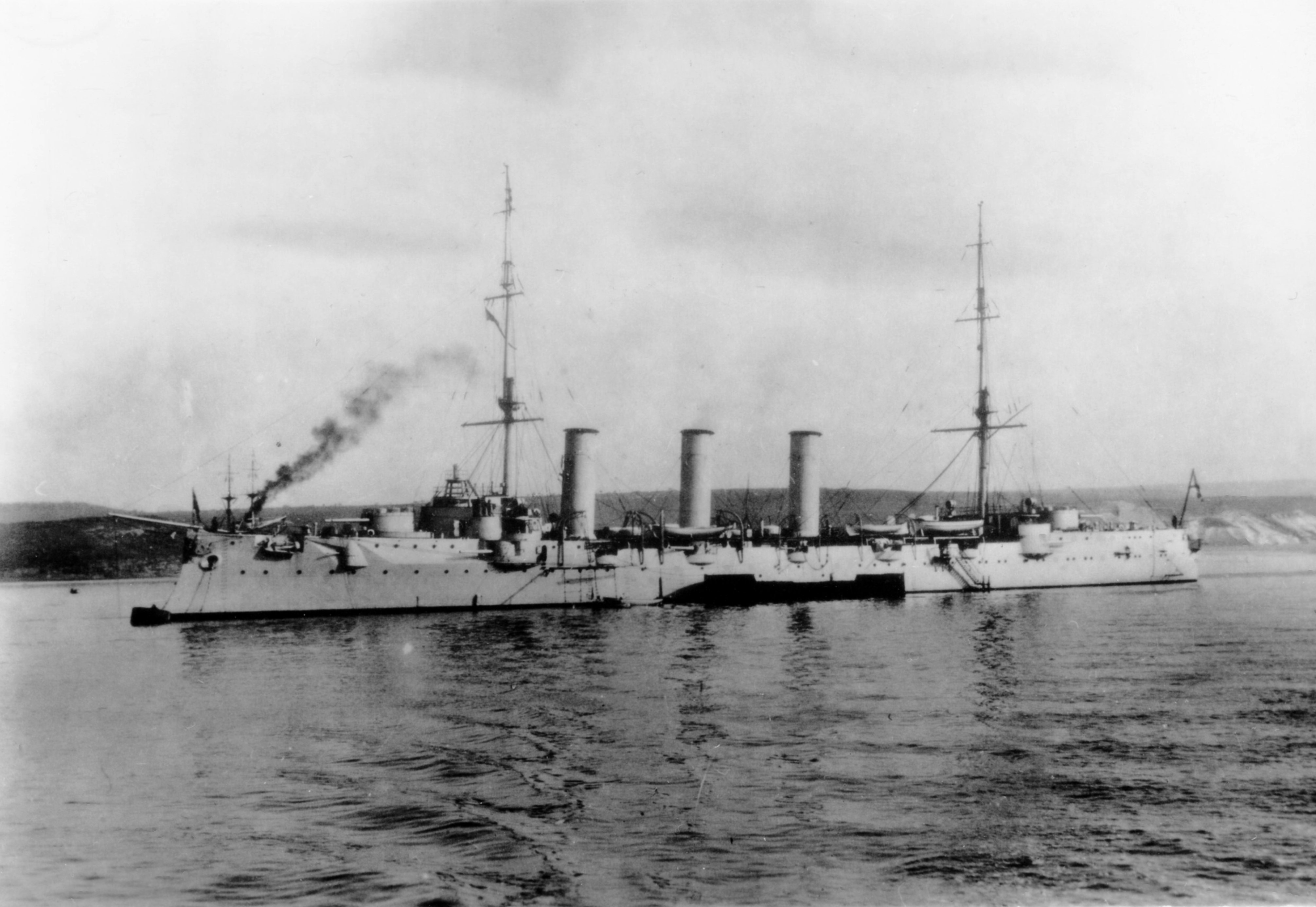
一等防護巡洋艦パーミャチ・メルクーリヤ
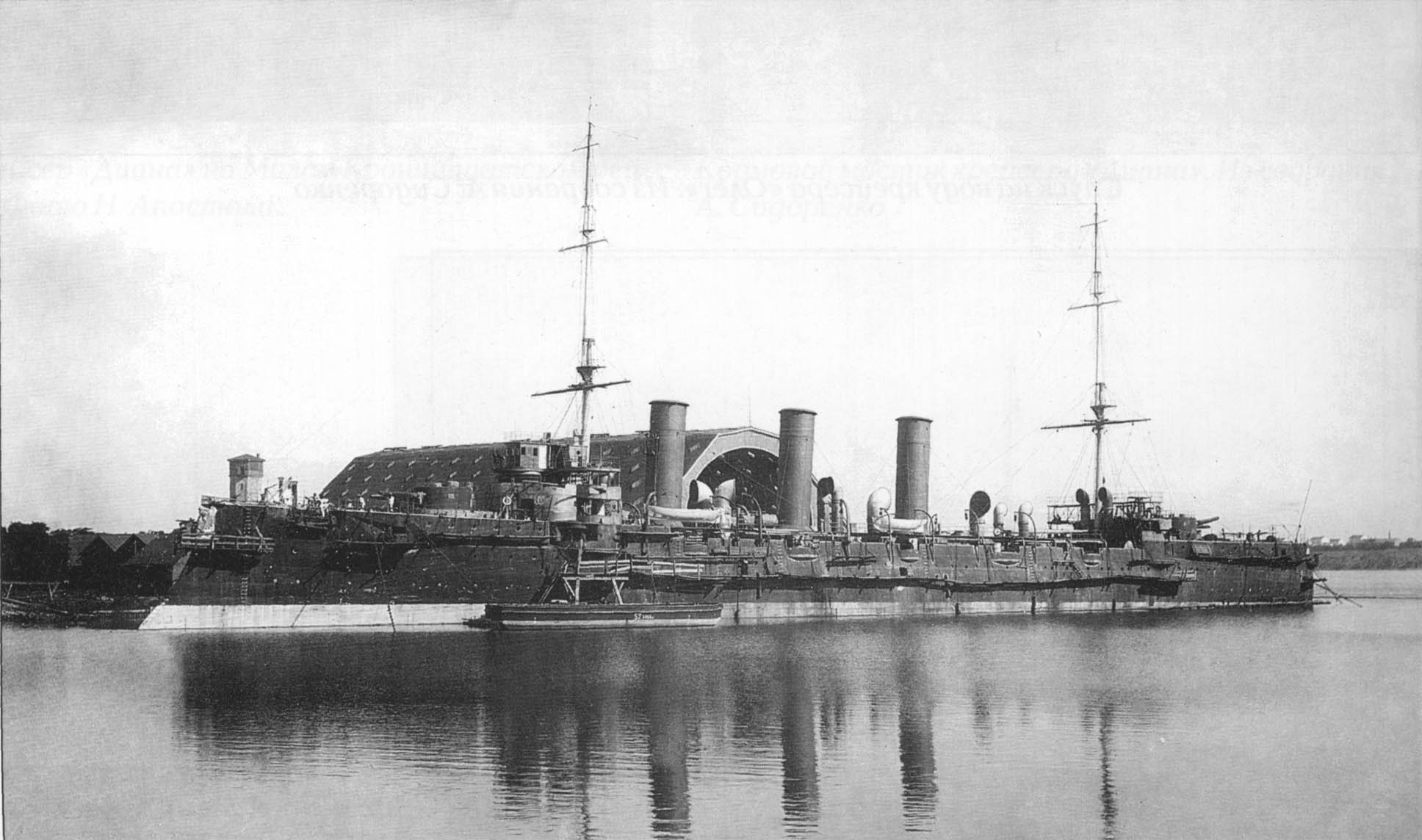
一等防護巡洋艦カグール
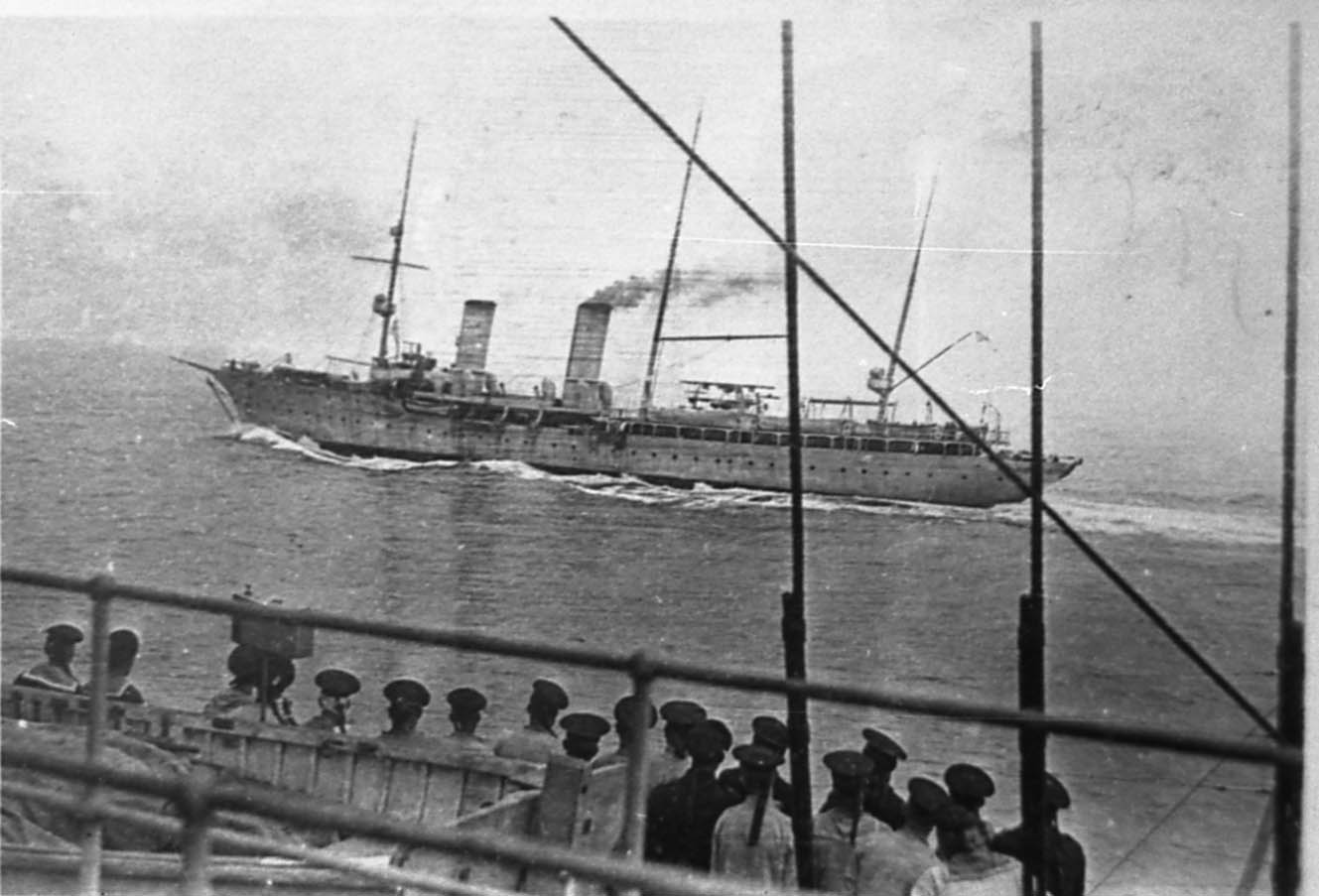
通報艦アルマース
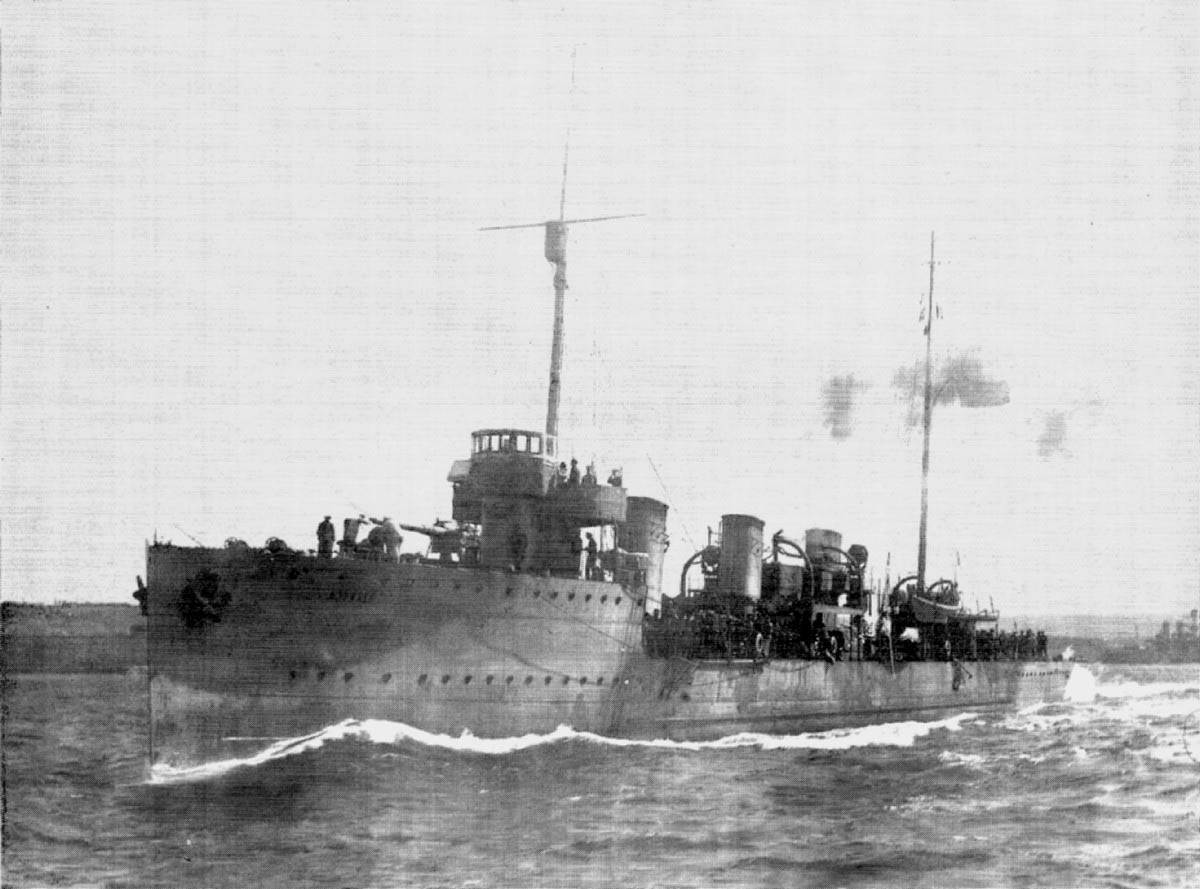
駆逐艦デールスキイ
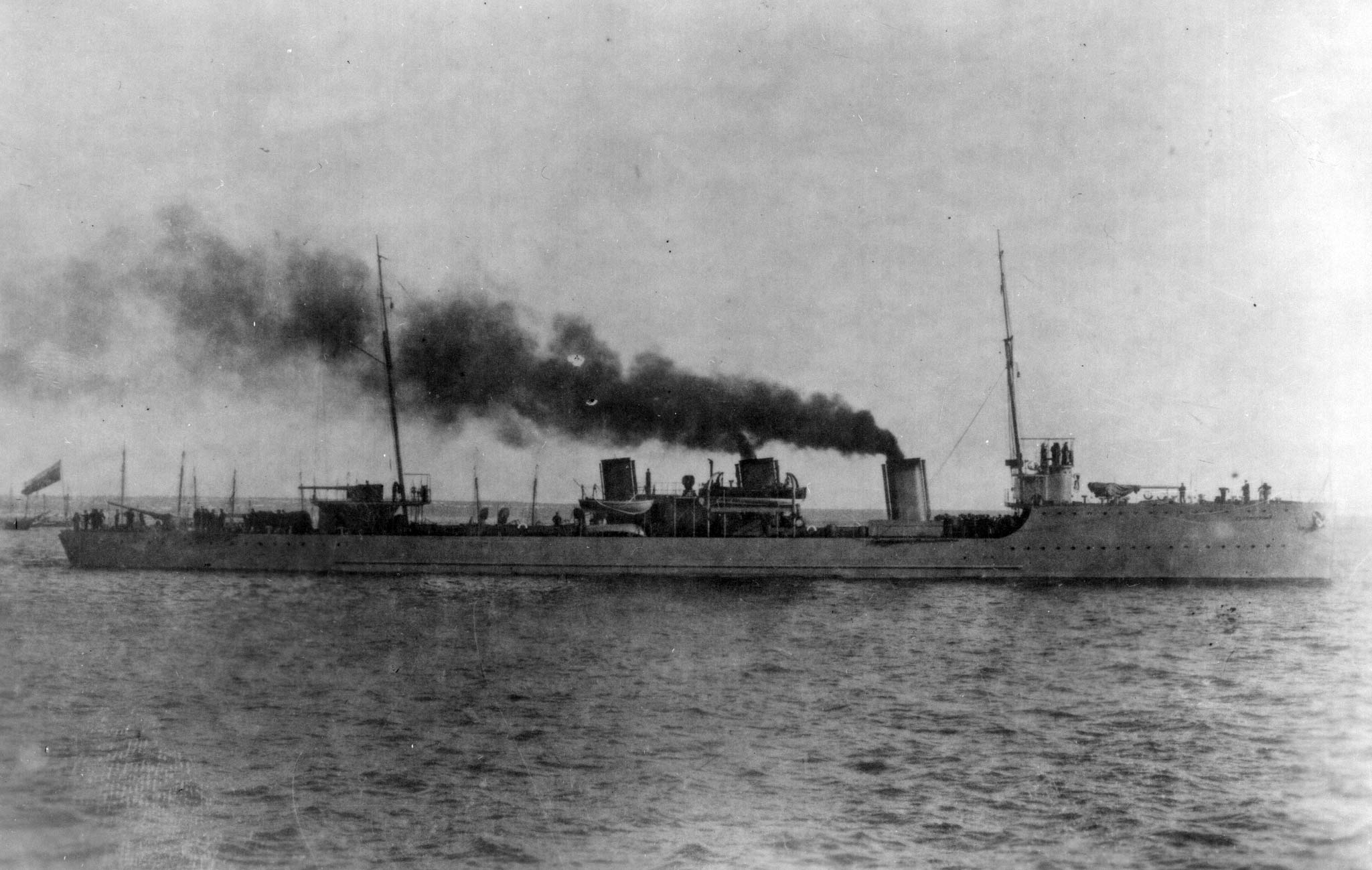
駆逐艦ベスポコーイヌイ
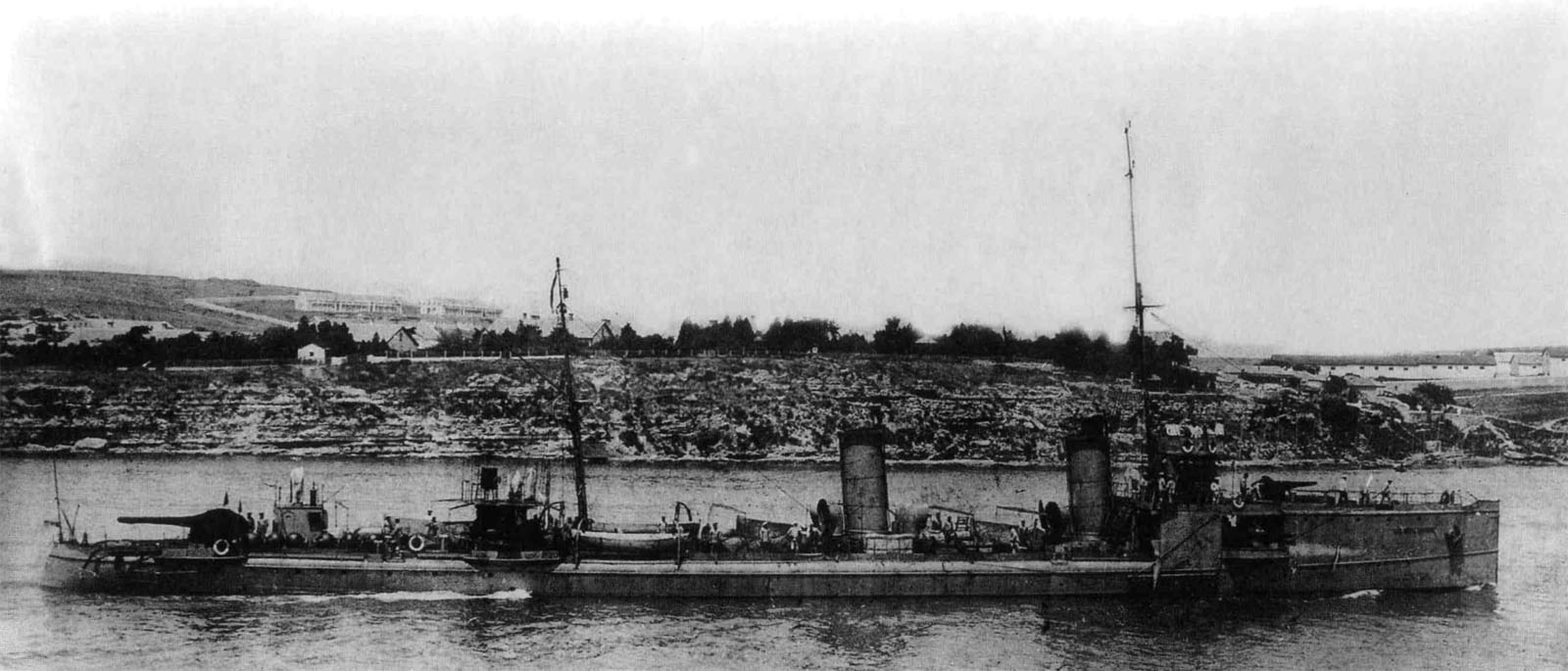
駆逐艦レイテナーント・シェスタコーフ
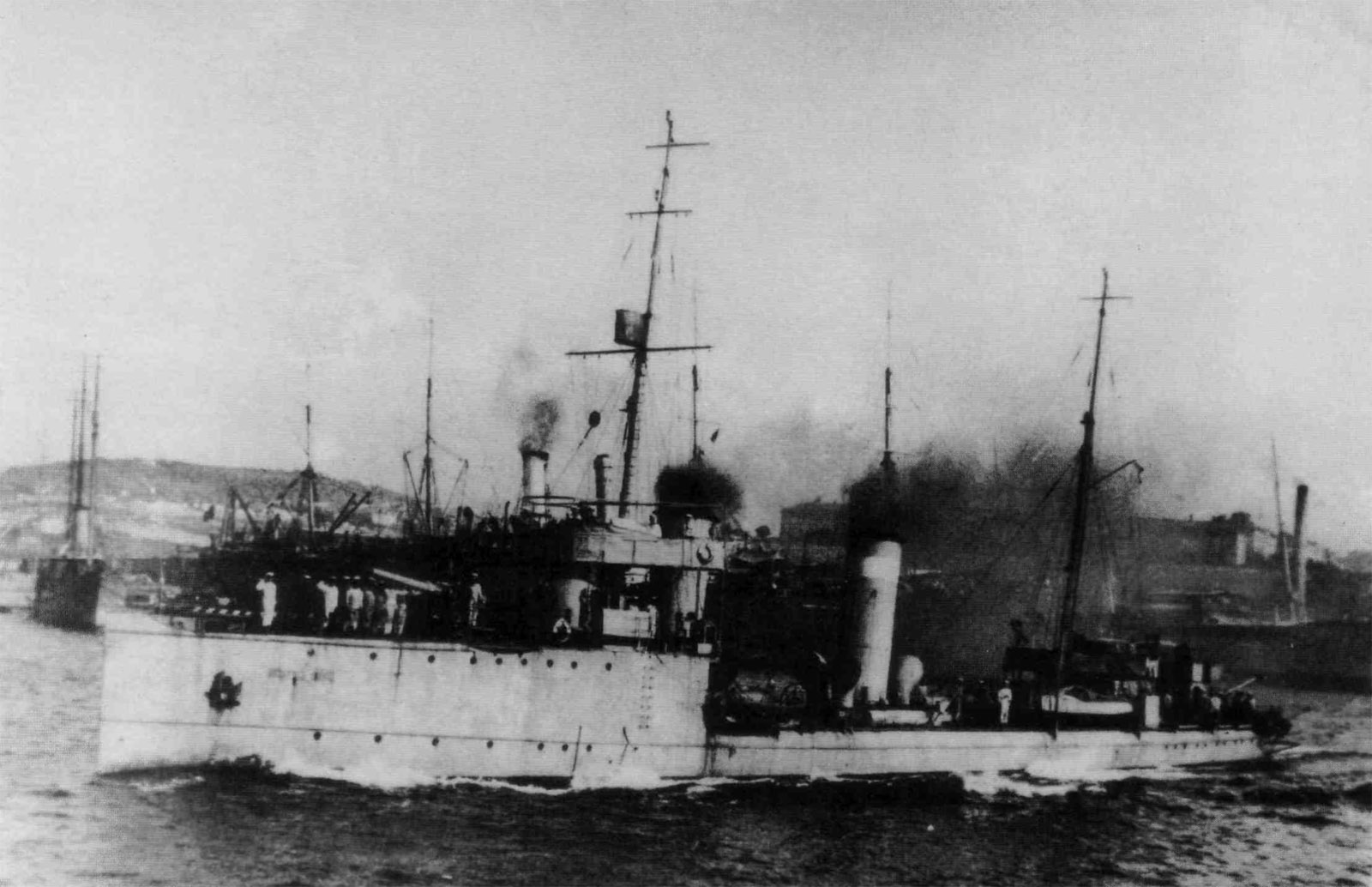
駆逐艦カピターン・サーケン
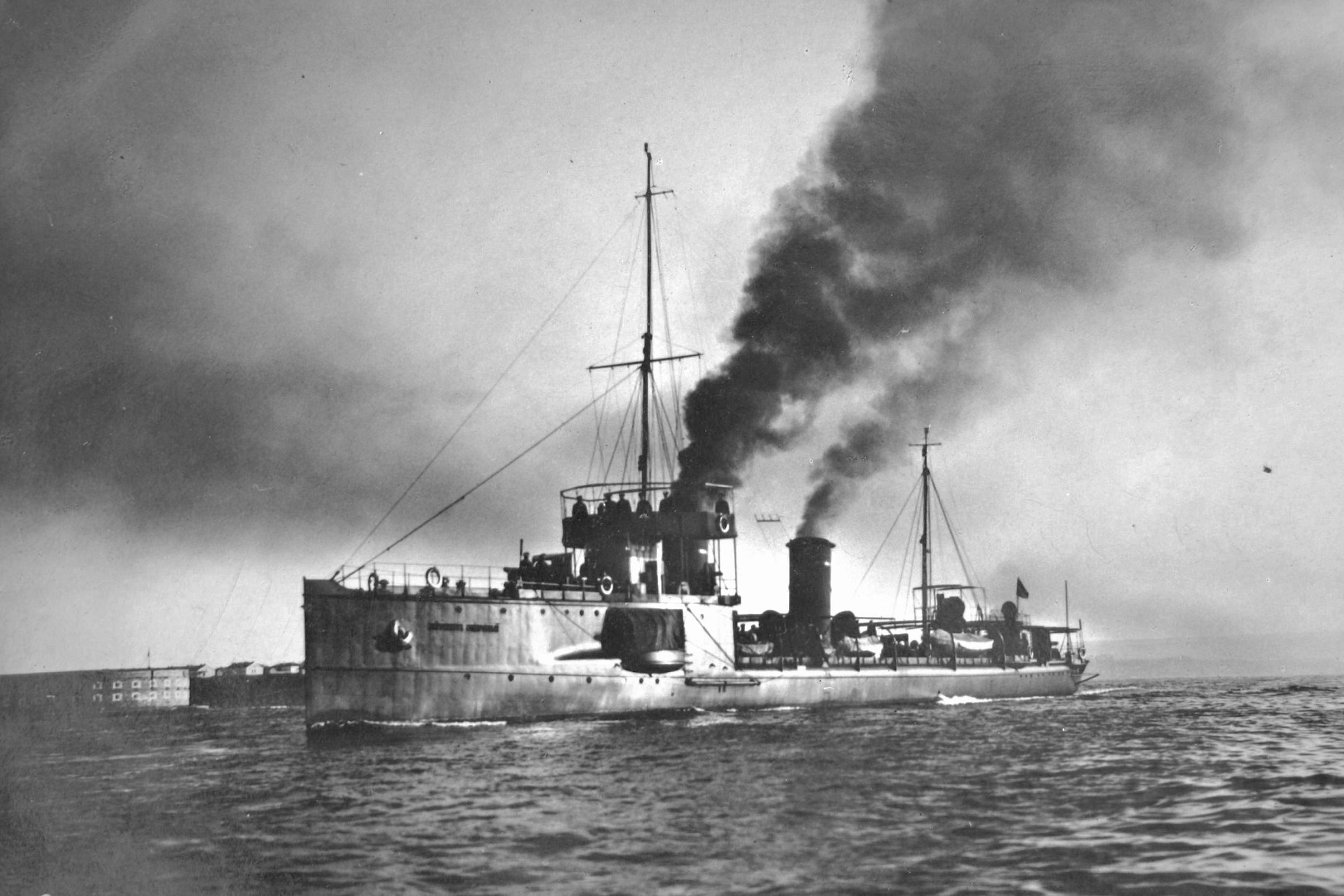
駆逐艦レイテナーント・ザツァリョーンヌイ
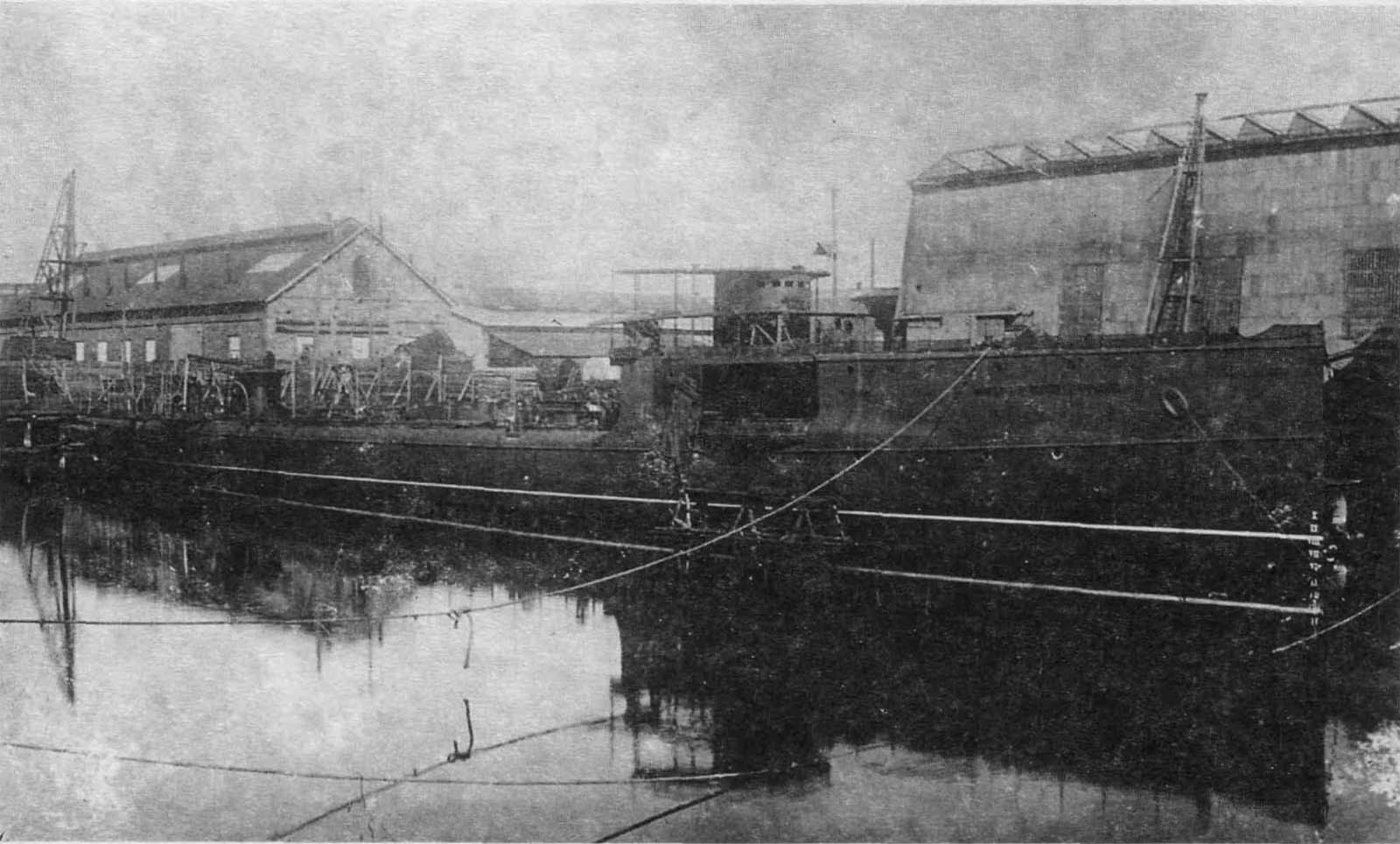
駆逐艦カピターン＝レイテナーント・バラーノフ